# Яппиля (аэродром)
Аэродром Яппиля (фин. Jäppilän lentokenttä) — заброшенный военный аэродром в России, на территории Выборгского района Ленинградской области. Располагался в 5 км от посёлка Озерки, близ железнодорожной станции Яппиля, к югу от озера Зеркальное.

## История
Аэродром построен советскими войсками после Советско-финляндской войны (1939—1940) на болотистой местности к югу от озера Зеркальное. Взлётно-посадочная полоса овальной формы (диаметр около 1200 м) примыкала к озеру Плетнёвое (фин. Seivästöjärvi) с юго-востока. Полоса длиной 1300 м и шириной 250 м была ориентирована по оси север-юг. Высота над уровнем моря — 57 м. На восточной окраине находились 20 противоосколочных укрытий для самолётов и жилые землянки, а основной жилой район персонала располагался у озера Зеркальное.
В сентябре 1941 года, во время Советско-финской войны (1941—1944), при отступлении Красной армии на аэродроме были брошены военная техника и автомобили, резервные электростанции, боеприпасы и авиационные запчасти. Среди находок выделялся штурмовик Ил-2 с усиленной бронёй (до 12 мм), прозванный финскими солдатами «тормовиики». Его обломки перевезли на авиабазу Утти для изучения.

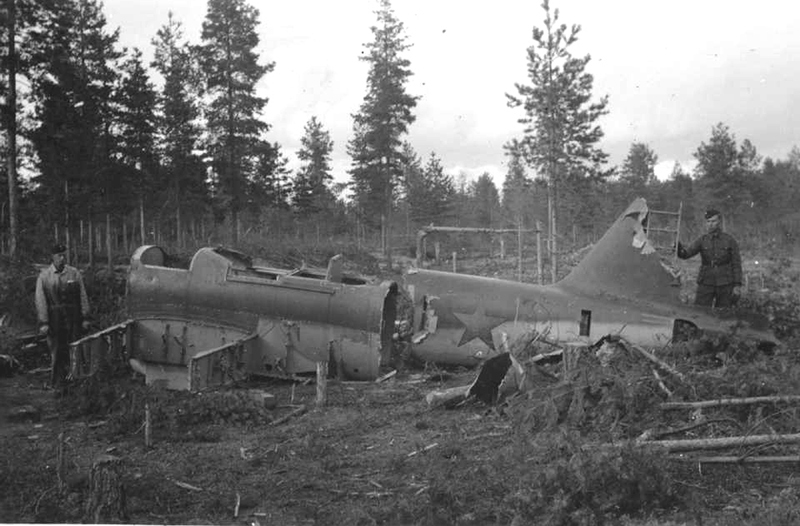
Найденный на аэродроме Ил-2

В июне 1944 года, в ходе Выборгско-Петрозаводской операции, аэродром перешёл под контроль Красной армии. На 28 июня здесь базировались 26 штурмовиков Ил-2 448-го штурмового авиационного полка, а также истребители Ла-5 159 гвардейского истребительного авиационного полка. После войны аэродром заброшен.

### Инфраструктура

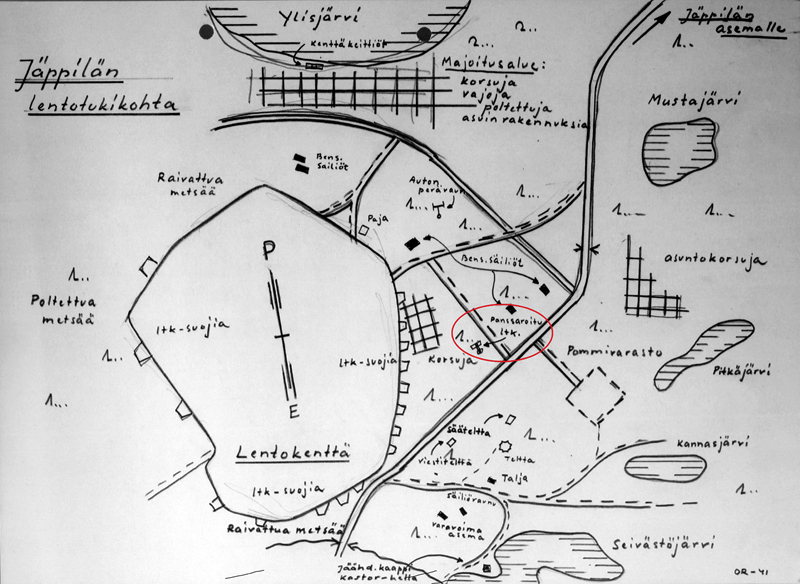
Яппиля. План, составленный младшим лейтенантом Осмо Ренкененом, сентябрь 1941 года

- Взлётно-посадочная полоса: песчаный грунт, ориентация север-юг.
- Оборонительные сооружения:
- 20 противоосколочных укрытий для самолётов;
- бронированная позиция ПВО (обозначена красным контуром).

Хозяйственные объекты:
- бомбохранилище;
- автомобильная мастерская и кузница;
- бензохранилища, метеостанция;
- ледяной погреб.

Жилые зоны: землянки, полевая кухня, сожжённые здания в районе озера Мустоярви

### Современное состояние
Территория заросла лесом. Сохранились фрагменты земляных валов, дорог и троп, различимых на аэрофотоснимках. Артефакты (включая остатки укреплений и техники) документированы в Национальном архиве Финляндии.
| - Вид на северную часть аэродрома, 11.9.1941 - Огневая точка на южной окраине, 08.09.1941 - Резервная электростанция AEG. - Бензозаправщик |